# Theodor Innitzer
Theodor Innitzer (Neugeschrei, 25 dicembre 1875 – Vienna, 9 ottobre 1955) è stato un cardinale e arcivescovo cattolico austriaco.

## Biografia
Nacque a Neugeschrei il 25 dicembre 1875, figlio di Wilhelm Innitzer e di Maria Seidi.
Nel 1902 ricevette l'ordinazione sacerdotale.
Nel 1906 conseguì il dottorato in teologia.
Dal 1913 al 1932 fu professore di esegesi neotestamentaria all'Università di Vienna, di cui fu pure rettore dal 1928 al 1929.
Dal 1928 al 1930 fu ministro degli affari sociali nel terzo ministero del cancelliere Johann Schober.
Nel 1932 divenne arcivescovo di Vienna e ricevette l'ordinazione episcopale.
Papa Pio XI lo elevò al rango di cardinale (del titolo di San Crisogono) nel concistoro del 13 marzo 1933.
Il 18 marzo 1938 sottoscrisse una dichiarazione a favore dell'annessione dell'Austria alla Germania hitleriana, e fece precedere alla sua firma il saluto nazista "Heil Hitler!". Sia a causa del severo richiamo che ricevette da parte di Pio XI, sia a causa della revoca da parte del governo tedesco del Concordato con la Santa Sede, Innitzer finì con il rivedere il suo sostegno al governo nazionalsocialista e, durante la seconda guerra mondiale, si espresse contro la persecuzione degli ebrei e degli zingari.
Morì a Vienna il 9 ottobre 1955 all'età di 79 anni.

## Genealogia episcopale e successione apostolica
La genealogia episcopale è:
- Cardinale Scipione Rebiba
- Cardinale Giulio Antonio Santori
- Cardinale Girolamo Bernerio, O.P.
- Arcivescovo Galeazzo Sanvitale
- Cardinale Ludovico Ludovisi
- Cardinale Luigi Caetani
- Cardinale Ulderico Carpegna
- Cardinale Paluzzo Paluzzi Altieri degli Albertoni
- Papa Benedetto XIII
- Papa Benedetto XIV
- Papa Clemente XIII
- Cardinale Bernardino Giraud
- Cardinale Alessandro Mattei
- Cardinale Pietro Francesco Galleffi
- Cardinale Giacomo Filippo Fransoni
- Cardinale Carlo Sacconi
- Cardinale Edward Henry Howard
- Cardinale Mariano Rampolla del Tindaro
- Cardinale Rafael Merry del Val
- Cardinale Enrico Sibilia
- Cardinale Theodor Innitzer

La successione apostolica è:
- Vescovo Hermann Schoppelrey, S.V.D. (1934)
- Arcivescovo Mesrop Habozian, C.M.Vd. (1942)
- Vescovo Franz Sales Zauner (1949)
- Arcivescovo Franz Jáchym (1950)
- Arcivescovo Josef Schoiswohl (1951)